# 蘇乞兒 (1993年電影)
《蘇乞兒》是一部出品於1993年古裝動作電影，由袁和平和陳千松聯合導演，由袁家班為動作指導。
故事描述林則徐查禁鴉片的事蹟，還有一代武俠黃飛鴻和蘇乞兒的一段振奮人心的俠義故事。

## 劇情簡介
鴉片戰爭前夕，義俠黃飛鴻在廣州連同民團協助欽差大臣林則徐查禁鴉片，無數煙館遭封，中外煙商紛紛向十二貝勒申訴。貝勒為保皇族利益，決定親自往廣州府對付黃飛鴻，一挫林則徐的銳氣。
黃飛鴻救死扶傷與蘇乞兒理論，兩人遂生誤會。十二貝勒藉機推波助瀾，設下鴉片迷陣，使蘇乞而染上了毒癮；又趁蘇乞兒迷濛之際，製造假象，使他誤以為林則徐和黃飛鴻污辱了戴懿德。
貝勒欲殺蘇乞而滅口，戴懿德冒死相救，師父慘遭毒手。不久，林則徐被罷官。貝勒有恃無恐，大量輸入鴉片，黃飛鴻率領民團前去破壞，與貝勒展開了一場惡鬥。
黃飛鴻遭暗算而受傷，陷入危機之際，戒毒成功的蘇乞兒及時趕到，兩人聯手終於將十二貝勒制伏。

## 人物角色
- 蘇乞兒：甄子丹 (粵語配音: 林保全)
- 黃飛鴻：王珏 (粵語配音: 陳欣)
- 蘇關仁：吳孟達 (粵語配音: 吳孟達)
- 珍姨：陳淑蘭  (粵語配音: 鄭麗麗)
- 戴懿德：袁潔瑩 (粵語配音: 黃玉娟)
- 林則徐：鮑方 (粵語配音: 陳偉權)
- 十二貝勒：熊欣欣 (粵語配音: 盧雄)
- 丐幫師叔：關海山 (粵語配音: 盧雄)
- 梁寬：李家聲 (粵語配音: 陳永信)

## 外部連結
- 開眼電影網上《蘇乞兒》的資料（繁體中文）
- 豆瓣电影上《蘇乞兒》的資料 （简体中文）
- 时光网上《蘇乞兒》的資料（简体中文）
- AllMovie上《蘇乞兒》的资料（英文）
- 爛番茄上《蘇乞兒》的資料（英文）
- 香港影庫上《蘇乞兒》的資料（繁體中文）
- 互联网电影数据库（IMDb）上《蘇乞兒》的资料（英文）